# Margattea pedata
Margattea pedata (лат.) — вид тараканов рода Margattea из семейства Ectobiidae (в составе подсемейства Pseudophyllodromiinae или в отдельном семействе Pseudophyllodromiidae). Эндемик Китая.

## Этимология
Видовое название образовано от латинского слова pedatus, обозначающего грифельки (styli) в форме ступни.

## Распространение
Встречается в Китае (Юньнань).

## Описание
Тело небольшое (около 1 см), желтовато-коричневое. Этот вид в целом похож на Margattea speciosa Liu & Zhou, 2011, но может быть отличим от него по следующим признакам: 1) грифельки (styli) в форме ступни, а у последних конические; 2) левый фалломер с длинным изогнутым шипом, отсутствующим у последних; и 3) акцессорный склерит I без кистевидной структуры на вершине, а у последних акцессорный склерит I с кистевидной структурой на вершине. Межоцеллярное расстояние немного шире расстояния между глазами, уже расстояния между усиковыми впадинами. Пятый нижнечелюстной пальмомер расширен, третий и четвёртый пальмомер оба длиннее пятого. Переднеспинка субэллиптическая, шире длины, диск обычно с симметричными макулами и полосами. Надкрылья и задние крылья полностью развиты. Вид был впервые описан в 2024 году китайскими энтомологами из Southwest University (Чунцин, Китай).